# Langeais
Langeais je naselje in občina v osrednjem francoskem departmaju Indre-et-Loire regije Center. Leta 2009 je naselje imelo 4.011 prebivalcev.

## Geografija
Kraj leži v pokrajini Anjou ob reki Loari in njenih pritokih Roumer ter Breuil, 25 km jugozahodno od Toursa.

## Uprava
Langeais je sedež istoimenskega kantona, v katerega so poleg njegove vključene še občine Avrillé-les-Ponceaux, Cinq-Mars-la-Pile, Cléré-les-Pins, Ingrandes-de-Touraine, Les Essards, Mazières-de-Touraine, Saint-Michel-sur-Loire in Saint-Patrice z 11.838 prebivalci.
Kanton Langeais je sestavni del okrožja Chinon.

## Zanimivosti
- grad v dolini Loare Château de Langeais, prvotno trdnjava iz 10. stoletja, ki jo je dal postaviti anžujski grof Fulko III. Črni, povečana v času angleškega kralja Riharda Levjesrčnega, leta 1206 jo je osvojil francoski kralj Filip Avgust, uničena s strani Angležev med stoletno vojno. Sedanji grad je iz 15. stoletja, od trdnjave je ostal njen glavni stolp imenovan "donjon de Foulques Nerra".
- župnijska cerkev sv. Janeza Krstnika iz 11. in 12. stoletja, prenovljena v 15. in 19. stoletju,
- nekdanja cerkev sv. Lovrenca iz 11. in 12. stoletja,
- most na reki Loari.

## Pobratena mesta
- Eppstein (Hessen, Nemčija),
- Gondar, Amarante (Portugalska).